# Ориндж (округ, Индиана)
О́риндж (англ. Orange County) — округ в штате Индиана, США. Официально образован в 1816 году. По состоянию на 2010 год, численность населения составляла 19 840 человека.

## География
По данным Бюро переписи США, общая площадь округа равняется 1 057,213 км2, из которых 1 031,831 км2 суша и 25,382 км2 или 2,400 % это водоемы.

## Население
По данным переписи населения 2000 года в округе проживает 19 306 жителей в составе 7 621 домашних хозяйств и 5 342 семей. Плотность населения составляет 19,00 человек на км2. На территории округа насчитывается 8 348 жилых строений, при плотности застройки около 8,00-ми строений на км2. Расовый состав населения: белые — 97,90 %, афроамериканцы — 0,63 %, коренные американцы (индейцы) — 0,31 %, азиаты — 0,17 %, гавайцы — 0,01 %, представители других рас — 0,25 %, представители двух или более рас — 0,73 %. Испаноязычные составляли 0,56 % населения независимо от расы.
В составе 32,40 % из общего числа домашних хозяйств проживают дети в возрасте до 18 лет, 57,60 % домашних хозяйств представляют собой супружеские пары проживающие вместе, 8,60 % домашних хозяйств представляют собой одиноких женщин без супруга, 29,90 % домашних хозяйств не имеют отношения к семьям, 26,20 % домашних хозяйств состоят из одного человека, 12,00 % домашних хозяйств состоят из престарелых (65 лет и старше), проживающих в одиночестве. Средний размер домашнего хозяйства составляет 2,49 человека, и средний размер семьи 3,00 человека.
Возрастной состав округа: 25,70 % моложе 18 лет, 8,00 % от 18 до 24, 28,00 % от 25 до 44, 23,50 % от 45 до 64 и 23,50 % от 65 и старше. Средний возраст жителя округа 38 лет. На каждые 100 женщин приходится 96,70 мужчин. На каждые 100 женщин старше 18 лет приходится 94,70 мужчин.
Средний доход на домохозяйство в округе составлял 31 564 USD, на семью — 38 505 USD. Среднестатистический заработок мужчины был 28 658 USD против 20 238 USD для женщины. Доход на душу населения составлял 16 717 USD. Около 9,00 % семей и 12,40 % общего населения находились ниже черты бедности, в том числе — 16,10 % молодежи (тех, кому ещё не исполнилось 18 лет) и 12,90 % тех, кому было уже больше 65 лет.